# Nephesa decolor
Nephesa decolor är en insektsart som beskrevs av Walker 1870. Nephesa decolor ingår i släktet Nephesa och familjen Flatidae. Inga underarter finns listade i Catalogue of Life.